# جوزيف لينس
جوزيف لينس (بالألمانية: Josef Lense)‏ (و. 1890 – 1985 م) هو فيزيائي، ورياضياتي، وأستاذ جامعي من النمسا . ولد في فيينا.
توفي في ميونخ ، عن عمر يناهز 95 عاماً.

## مناصب وهيئات
أدار جامعة ميونخ التقنية.